# Płaszcz heraldyczny

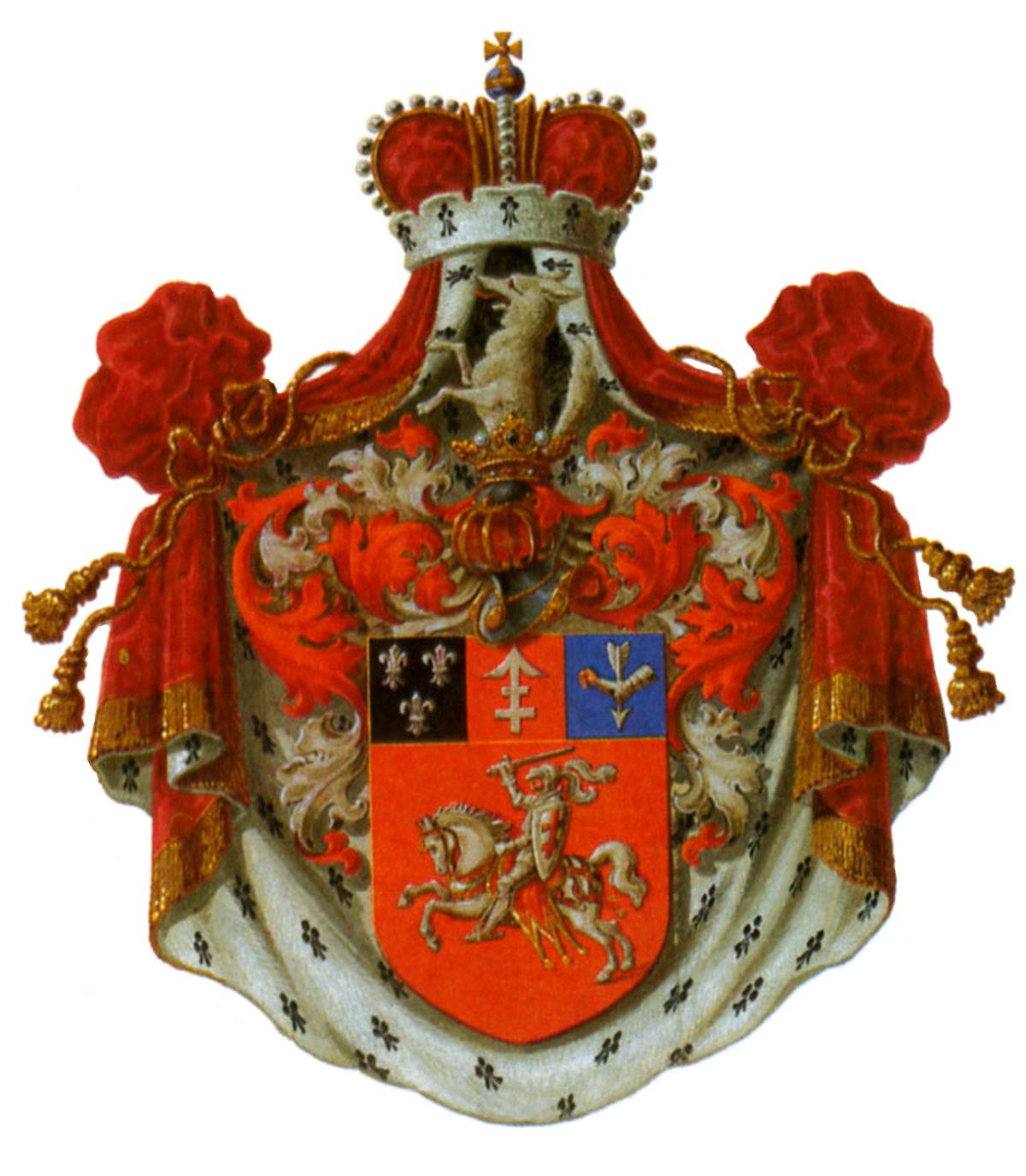
Płaszcz książęcy w herbie ks. Sapiehów

Namiot heraldyczny w herbie Francji i Nawarry.

Kopuła namiotu w herbie Holandii.

Płaszcz heraldyczny, płaszcz książęcy, płaszcz herbowy (fr. manteau, niem. Wappenmantel, ang. coat of arms, łac. paludamentum) – heraldyczna zewnętrzna oznaka godności w postaci płaszcza okrywającego tarczę herbową.
Stosowany od końca XVI wieku. Wywodzi się od płaszczy koronacyjnych i płaszczy ceremonialnych używanych przez feudalnych dostojników i wyższe rycerstwo. Widywany początkowo w herbach suwerennych monarchów, później we wszystkich herbach książęcych, stąd też jego polska nazwa. Sporadycznie dodawany był również do herbów markizów i hrabiów. Stosowany również w heraldyce kościelnej, w herbach książąt Kościoła lub duchownych posiadających tytuł książęcy. Znany jest heraldyce wszystkich monarchii europejskich i pozaeuropejskich, jedynym wyjątkiem jest Wielka Brytania, gdzie prawie nigdy nie był stosowany, nawet w herbach królewskich, choć istnieje opracowany przez heroldię brytyjską system płaszczy przysługujących poszczególnym tytułom. Choć niestosowane w herbach, płaszcze te noszą parowie w czasie dworskich lub państwowych uroczystości.
Przedstawiany jest zazwyczaj jako płaszcz koloru purpurowego, czerwonego, błękitnego, zielonego, podbity futrem (zwykle gronostaja, czasem łasicy, popielicy i in.), często ozdobiony wzdłuż brzegu ozdobnymi frędzlami i złotym haftem, niekiedy ozdabiany haftem na całej powierzchni. Płaszcz zwieńczany jest zawsze koroną rangową, najczęściej mitrą, z niej spływa symetrycznie w obie strony, gdzie jest podwiązany złotymi sznurami ozdobionymi chwostami, otaczając zasadniczy herb, czasem samą tarczę herbową.
Umieszczanie płaszcza książęcego zamiast labrów jest niezgodne z regułami heraldyki, choć bywało niekiedy stosowane, m.in. w heraldyce napoleońskiej. Przykład połączenia labrów i płaszcza w jednym wizerunku heraldycznym stanowi zamieszczony obok herb Francji i Nawarry.
Płaszcz heraldyczny powinien być zwieńczany koroną rangową najwyższej przysługującej właścicielowi rangi, poniżej płaszcza tarcza herbowa może być zwieńczona koroną kolejnej niższej rangi. Ponieważ płaszcz stosuje się zazwyczaj do pełnych przedstawień heraldycznych (tzw. herbów wielkich) przedstawiane są często pod nim (czy raczej na jego tle) wszelkie przysługujące oznaki godności, trzymacze heraldyczne, ordery herbowe, dewizy herbowe itd.
Szczególnie ozdobną formą płaszcza heraldycznego jest namiot heraldyczny (herbowy) (niem. Wappenzelt, franc. pavillon). Z kolei szczególną, używaną jedynie przez królów i cesarzy, formą namiotu jest namiot z kopułą. Kopułę zwykle ozdabiano dewizą herbową. Namiot herbowy został po raz pierwszy zastosowany przez francuskiego heraldyka Philippe’a Moreau w XVII wieku jako nawiązanie do baldachimów okrywających tron monarchy. Tkanina namiotu herbowego jest zawsze bogaciej ozdobiona niż w zwykłym płaszczu książęcym, na przykład w herbach królów Francji była usiana złotymi liliami, Prus – złotymi orłami, w herbie Napoleona złotymi pszczołami.

## Literatura
- Gert Oswald: Lexikon der Heraldik, Bibliographisches Institut, Leipzig, 1984, ISBN 3-411-02149-7
- Znamierowski, Alfred (1940- )., Heraldyka i weksylologia, Wydawnictwo „Arkady”, 2017, ISBN 978-83-213-4972-5.